# Guêpier de Révoil
Merops revoilii
Pour les articles homonymes, voir Révoil.
Espèce
Statut de conservation UICN

 LC  : Préoccupation mineure
Le Guêpier de Révoil (Merops revoilii), anciennement Guêpier de Revoil, est une espèce d'oiseaux appartenant à l'ordre des passereaux de la famille des Meropidae.
On le trouve en Éthiopie, au Kenya, en Arabie saoudite, en Somalie et en Tanzanie. C’est un petit guêpier qui préfère les pays arides et les zones désertiques où il peut être localement commun. L’Union internationale pour la conservation de la nature a évalué son état de conservation comme étant « moins préoccupant », postulant que le défrichement des forêts et des forêts crée un nouvel habitat convenable pour l’oiseau et que sa tendance démographique pourrait donc augmenter.
Son nom rend hommage à l'explorateur et diplomate français Georges Révoil (1852-1894).

## Description
Le guêpier somalien atteint une longueur de 16 à 18 cm. Les sexes sont similaires en apparence et sont des oiseaux minces avec un plumage épineux sur la tête. La couronne est vert brillant et le sourcil bleu. Les parties supérieures du corps sont de différentes nuances de vert, le bas du dos et la croupe sont bleu vif et la queue est vert bleuâtre. Les joues, le menton et la gorge sont blancs, et la poitrine et le ventre chamois à la cannelle. Le bec est noir, les yeux brun rougeâtre et les pattes gris foncé. Cette espèce n’a pas les bords de fuite sombres des ailes à la différence d’autres membres du genre.